# Partido de la Democracia y el Desarrollo
El Partido de la Democracia y el Desarrollo (en suajili: Chama cha Demokrasia na Maendeleo), abreviado como CHADEMA, es un partido político tanzano, de tendencia liberal y centroderechista, que en la actualidad constituye la principal oposición al gobierno del Partido de la Revolución (CCM). Fue fundado el 28 de mayo de 1992, luego de que Tanzania retornara al multipartidismo tras más de tres décadas de gobierno de partido único. Obtuvo cuatro escaños en las elecciones a la Asamblea Nacional Unida de 1995, aumentando progresivamente su presencia política. En las elecciones generales de 2015, su candidato, Edward Lowassa, quedó en segundo lugar tras el candidato del CCM, obteniendo casi el 40% de los votos, y 70 escaños en la Asamblea.

## Resultados electorales

### Elecciones presidenciales
|  | 5.88 % |

|  | 27.05 % |

|  | 39.97 % |

|  | 13.04 % |

### Elecciones parlamentarias
|  | 6.16 % |

|  | 4.23 % |

|  | 8.20 % |

|  | 23.86 % |

|  | 31.91 % |